# Karel I., hrabě z Ligny
Karel I. Lignyský (1488? – 1530?) byl vládnoucí hrabě z Ligny a Brienne.

## Životopis
Narodil se jako syn Antonína I., hraběte z Ligny, a jeho druhé manželky Františky Croÿsko-Chimayské. Patřil k vedlejší linii rodu Lucemburků.
V roce 1519 vystřídal svého otce jako hrabě z Brienne a hrabě z Ligny.

## Manželství a potomci
V roce 1510 se oženil s Šarlotou Estoutevillskou; společně měli čtyři syny a dcery:
- Antonín II. († 8. února 1557)
- Ludvík III., hrabě de Roussy († 11. května 1571), oženil se s Antonínou d'Amboise (1552); žádní potomci
- Jan, biskup z Pamiers († 1548)
- Jiří, baron de Ghistelles († po 30. září 1537)
- Julieta, provdala se za Františka de Vienne, barona de Ruffey
- Františka († 17. června 1566), poprvé se provdala za Bernharda III., markraběte z Baden-Badenu; podruhé se provdala za Adolfa IV., hraběte z Nasavska-Wiesbadenu (1518–1556)
- Antonína (1525 – 30. září 1603), abatyše z Yerres
- Marie († 15. března 1597), abatyše v Troyes